# Shalala 희망의 노래
〈Shalala 희망의 노래〉(일본어: Shalala キボウの歌 샤라라 키보노우타[*])는 일본의 음악 그룹 AAA의 여섯 번째 싱글이다. 2006년 3월 23일에 에이벡스 트랙스에서 발매됐다.

## 개요
- 초회생산반에는 《REMIX ATTACK》의 벰버별 CM에 각각 수록되어있다.

## 수록내용

### CD+DVD
CD
1. Shalala 희망의 노래(Shalala キボウの歌)
  - 작사: 이시다 이라 / 작곡: 나루세 히데키 / 편곡: 이마이 료스케

니혼카이 TV 계열 전국 29개국 네트워크 《프린 스》 2006년 4월 여는 곡
2. Shalala 희망의 노래 (Instrumental)

DVD
1. Shalala 희망의 노래 (Music Clip)

### CD ONLY
1. Shalala 희망의 노래
2. Shalala 희망의 노래 (Instrumental)